# Clair Vilmos
Clair Vilmos Emil (Pest, 1858. május 21. – Budapest–Budaliget, 1951. február 4.) magyar jogász, újságíró, párbajszakértő; az egyik legismertebb magyar párbajkódex szerzője.

## Családja
Pesten született egy francia származású, de már 1826 óta Magyarországon élő nemesi családban. Édesapja, Clair Alajos (1826 – 1866) megalapítója és igazgatója a Budai Torna és Vívóegyletnek. Édesanyja Ulrich Verona. Gimnáziumi tanulmányait a fővárosban és Nagyváradon végezte, jogot a Budapesti Egyetemen tanult. 1875-től 1880-ig a magyar képviselőház tisztviselője volt. Nagyapja Clair Ignác. Felesége Jankovich Ilona volt.

## Újságírói pályafutása
Első hírlapi cikke a Magyar Lapokban (1879) jelent meg. 1879-től 1882-ig a Budapest, 1882-től a Függetlenség munkatársa; 1883-ban mint főmunkatárs a Kisiparos című hetilapnál működött. Szépirodalmi dolgozatai e lapokban, továbbá folyóiratokban és vidéki hírlapokban jelentek meg. Szerkesztette a Szikra című élclap (1880), a Társalgó című szépirodalmi és kritikai hetilap Bayer Ferenccel együtt (1884), a Kovács-Ipar: a "Budapesti kovács-segédek segélyző-, önképző- és munkaközvetítő-egylet"-ének hivatalos közlönye című szaklapot (1888), valamint a Keresztény Magyarországot 1887. április 3-tól 1890. végeig, illetve ennek folytatását a Magyarországot 1891 januárjától; 1902-ben a Felvidéki sajtóiroda, 1903 és 1906 között a F.M.K.E.: a Felvidéki Magyar Közművelődési Egyesület hivatalos lapja című kiadványt.

## További pályafutása
1899-től Nyitrán élt, mint a Felvidéki Magyar Közművelődési Egyesület (FMKE) főtitkára. 1925-1935 között a pesthidegkúti tüdőbetegintézet gondnoka. Neve a számos kiadást megért párbajkódexe miatt vált ismertté. 1890-ben Vay Sándorral együtt lefordította Alexandre Dumas (1802-1870) egyik regényét: Ainsi soit-il!, magyar címe: Kisasszony feleség (I-II).

## Munkái
- Az ipar az őskorban. Budapest, 1879
- Adomatár: magyar történeti és társadalmi adomák, apróságok és szójátékok... (szerkesztette Clair Vilmos). Budapest, 1888
- Párbaj-codex Budapest, 1897[4]
- A FMKE Nyitra városi közkönyvtárának jegyzéke (összeállította Clair Vilmos). Budapest, 1911
- Magyar párbajok Attila hun király idejétől 1923. év végéig (I-II). Budapest, 1930
- 1943 Szvetlik cseh főhadnagy a püspöki hintóban. Nemzeti Ujság 25/288, 6. (1943. december 21.)